# Claudius Labeo
Claudius Labeo (Ier siècle) est un noble et soldat batave. Pendant la révolte batave, il combat au service des Romains. Il était préfet (praefectus alae) de la cavalerie des auxiliaires bataves (ala). 

## Biographie
Claudius Labeo est le commandant de l'ala envoyé par Hordeonius Flaccus avec de grands détachements (vexillationes) de la Legio V Alaudae et de la Legio XV Primigenia à la Betuwe, la patrie des Bataves, pour écraser la révolte des Bataves. Labeo avec ses troupes et les Romains furent vaincus près de Noviomagus ( Nimègue ): ils ont à peine réussi à se mettre en sécurité à Castra Vetera (Xanten).  
Labeo était un citadin et un concurrent de Julius Civilis. Civilis ne voulait pas faire tuer son rival, mais le fit emprisonner chez les Frisons. Labeo a réussi à s'échapper à Colonia Claudia Ara Agrippinensium (Cologne) et s'est allié avec le commandant romain Vocula. Il met à sa disposition une petite force d'infanterie et de cavalerie, avec laquelle Labeo déclenche une guérilla contre les Bataves et leurs alliés. Au cours de la chasse de Labeo, Civilis détruit entre autres Atuatuca Tungrorum (Tongres).  Alors que Civilis poursuivait encore Labeo, Quintus Petillius Cerialis arrive du sud avec une grande armée : le début de la fin de la rébellion de Civilis. On ne sait pas ce qu'est devenu Labeo, mais il est très probable qu'il soit resté hors des mains de Civilis. 